# Бакланов Георгій Андрійович
Георгій Андрійович Бакла́нов (справжні ім'я і прізвище — Альфонс-Георг Баккіс; нар. 4 січня 1881, Рига — пом. 6 грудня 1938, Базель) — російський оперний співак (баритон) латвійського походження.

## Біографія
Народився 23 грудня 1880 [4 січня 1881] року у місті Ризі (тепер Латвія). В дитинстві осиротів і виховувався в Києві у родичів матері. Навчався на юридичному факультеті Університету святого Володимира у Києві. У 1901 році перевівся до Санкт-Петербурзького університу, освіту в якому не закінчив. Співу почав навчатися у професора Київського музичного училища Мартіна Петца, впродовж 1901–1904 років брав уроки у Іполита Прянишникова у Санкт-Петербурзі, впродовж 1902–1904 років удосконалював майстерність в Італії у диригента театру «Ла Скала» Вітторіо Ванзо.
У 1903 році дебютував на оперній сцені в Києві (партія Амонасро — «Аїда» Джузеппе Верді). В цьому ж році співав в Оперному театрі Сергія Зиміна у Москві. Протягом 1905–1909 років — соліст Большого театру. Вперше виконав в ньому партії Барона і Малатести («Скупий лицар» і «Франческа да Ріміні» Сергія Рахманінова).
У 1909 році виїхав до США, співав в операх Бостона, Чикаґо, Нью-Йорка. У 1910 році співав у Віденській придворній опері. Впродовж 1911–1914 років — соліст Бостонської опери, впродовж 1915–1930 (за іншими даними 1917–1926) років — Чиказької міської опери. 1930 переїхав до Німеччини й оселився в передмісті Берліна, потім жив у Берліні. 1933 року переїхав у маєток поблизу Базеля, де й помер 6 грудня 1938 року.

## Творчість
Володів голосом виняткової гнучкості і сили, яскравим драматичним даруванням. З особливим успіхом виконував партії, що вимагають великого темпераменту і експресії. Виконував різноманітні партії від ліричних до басових, зокрема:
- Валентин, Мефістофель («Фауст» Шарля Ґуно);
- Ескамільо («Кармен» Жоржа Бізе);
- Князь Ігор («Князь Ігор» Олександра Бородіна);
- Руслан («Руслан і Людмила» Михайла Глінки);
- Віндекс, Демон («Нерон», «Демон» Антона Рубінштейна);
- Боярко («Сказання про невидимий град Кітеж» Миколи Римського-Корсакова);
- Лончотто, Барон («Франческа да Ріміні», «Скупий лицар» Сергія Рахманінова);
- Яго, Ріголетто («Отелло», «Ріголетто» Джузеппе Верді);
- Дон Жуан («Дон Жуан» Вольфганга Амадея Моцарта);
- Борис Годунов («Борис Годунов» Модеста Мусоргського);
- Нілакант («Лакме» Лео Деліба).

Здійснив записи на грамплатівки у Москві («Грамофон», 1907), Нью-Йорку («Колумбія», 1911), Відні («Грамофон», 1913), Києві («Артистотипія», 1913), Берліні («Вокс», 1924).